# Cubo de Leslie

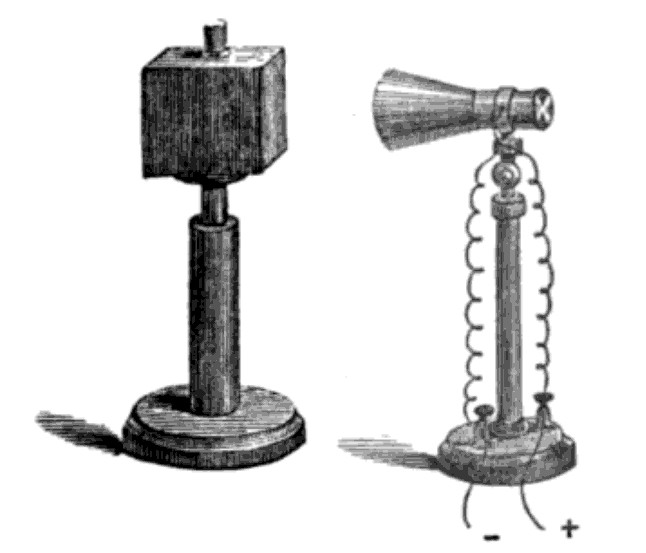
Esquema de Montagem do Experimento

O cubo de Leslie é um equipamento usado para ilustrar a variação da energia que irradia de diferentes superfícies, criado no início do século XIX pelo físico escocês John Leslie. Equipado com faces ouro, prata, bronze e vidro, esse cubo é aquecido por uma fonte de calor no seu interior. Originalmente, a fonte de calor escolhida foi um recipiente contendo água fervendo. No entanto, esse experimento pode ser realizado com qualquer fonte de calor. Do mesmo modo, encontram-se atualmente cubos compostos de diversos materiais.
Como diferentes materiais possuem emissividades diferentes, instalando um termo-detector a uma distância constante de cada uma das faces, observa-se que a radiação emitida de cada uma das faces varia. Atualmente, são encontrados cubos para a realização deste experimento com diferentes metais e tipos de vidro.

## Explicação teórica
Aproximando essas superfícies como um corpo negro, pode-se calcular a potência emitida através da Lei de Stefan-Boltzmann. No entanto, como a temperatura do ambiente não pode ser desprezada, a lei de Stefan Boltzmann deve ser modificada para 

{\displaystyle P=(Tc^{4}-T_{a}^{4})E\sigma A},
onde:

- {\displaystyle E} é a emissividade de cada material,
- {\displaystyle \sigma } é a constante de Stefan-Boltzman, calculada em 5,67*10^(-8)W/m2K4
- {\displaystyle A} é a área de emissão
- Tc é a temperatura do corpo emissor
- {\displaystyle T_{a}} é a temperatura do ambiente

Como a temperatura e a área são constantes, usando o valor obtido da radiação, é possível calcular a emissividade de cada um dos materiais componentes do cubo de Leslie.